# Verkhovna Rada
Rada Tối cao Ukraina (tiếng Ukraina: Верхо́вна Ра́да Украї́ни, viết tắt ВРУ; nghĩa chữ Hội đồng Tối cao Ukraina), được gọi tắt là Rada, là cơ quan lập pháp một viện của Ukraina.
Rada Tối cao gồm 450 đại biểu, được chủ trì bởi một chủ tịch. Trụ sở Rada Tối cao là Tòa nhà Rada Tối cao tại Kiev.
Rada Tối cao được bầu theo hệ thống bầu cử hỗn hợp. 50% số ghế được phân phối theo danh sách đảng với một ngưỡng bầu cử 5%, và 50% thông qua bầu cử "first-past-the-post". Phương pháp bầu cử hỗn hợp 50/50 được sử dụng năm 2002 và năm 2012. Tuy nhiên vào năm 2006 và 2007, các cuộc bầu cử được tổ chức theo hệ thống tỷ lệ.